# Petrocallis
Petrocallis é um género botânico pertencente à família Brassicaceae.